# Polypedates leucomystax
Polypedates leucomystax es una especie de anfibios que habita en Bangladés, Brunéi, Camboya, China, India, Indonesia, Japón, Laos, Malasia, Birmania, Nepal, Filipinas, Singapur, Tailandia, Vietnam y, posiblemente, también en Bután. 